# Edith Roger
Edith Roger (Vestby, 29 de mayo de 1922-24 de febrero de 2023) fue una bailarina, coreógrafa y directora de teatro noruega.

## Biografía
Roger nació en Vestby el 9 de mayo de 1922. Hizo su debut como bailarina en Rogaland Teater en 1945. Su debut como directora de escena fue Sangen om utysket en Nationaltheatret en 1967. Fue condecorada Caballero de la Orden de San Olaf en 1985 y recibió el Premio Honorífico del Consejo de las Artes de Noruega en 2002. En 2010 recibió el Premio Honorífico Hedda.
Roger cumplió 100 años en mayo de 2022 y murió el 24 de febrero de 2023.